# 尼巴
尼巴（法語：Nibas）是法国皮卡第大区索姆省的一个市镇，属于阿布维尔区弗里维尔-埃斯卡博坦县。该市镇2009年时的人口为853人。

## 人口
尼巴人口变化图示
| 数据来源：INSEE |